# Cúp bóng đá Ukraina 1994–95
Cúp bóng đá Ukraina 1994–95 là mùa giải thứ tư của giải đấu bóng đá loại trực tiếp hàng năm ở Ukraina.
Vòng đấu chính bắt đầu từ ngày 26 tháng 9 năm 1994 với Vòng 32 đội và kết thúc với trận Chung kết diễn ra ngày 28 tháng Năm. Giải đấu cũng có một số vòng loại bắt đầu từ mùa hè ngày 21 tháng Tám. Có 2 câu lạc bộ bỏ giải: Lokomotyv Konotop và Shakhtar Horlivka.
Đương kim vô địch Chornomorets Odesa bị loại do luật bàn thắng sân khách trước Shakhtar Donetsk ở vòng Bán kết.

## Phân bổ đội bóng
Có 110 đội bóng tham gia giải đấu cúp mùa này.

### Phân phối
|                             |                             | Đội bóng tham gia vòng này                                                                                    | Đội bóng vượt qua vòng trước         |
| --------------------------- | --------------------------- | --- | ------------------------------------ |
| Vòng loại thứ nhất (54 đội) | Vòng loại thứ nhất (54 đội) | - 23 đội vô địch các cúp khu vực - 18 đội từ Giải hạng ba - 11 đội từ Giải hạng nhì - 2 đội từ Giải hạng nhất |                                      |
| Vòng loại thứ hai (64 đội)  | Vòng loại thứ hai (64 đội)  | - 4 đội từ Giải hạng ba - 11 đội từ Giải hạng nhì - 22 đội từ Giải hạng nhất                                  | - 27 đội thắng từ vòng loại thứ nhất |
| Vòng loại thứ ba (32 đội)   | Vòng loại thứ ba (32 đội)   | | - 32 đội thắng từ vòng loại thứ hai  |
| Vòng đấu chính (64 đội)     | Vòng đấu chính (64 đội)     | - 16 đội từ Giải vô địch quốc gia                                                                             | - 16 đội thắng từ vòng loại thứ ba   |

## Lịch thi đấu

### Vòng loại thứ nhất
Tất cả các trận đấu đều diễn ra ngày 21 tháng 8 năm 1994. Có 2 trận đấu không diễn ra vì bị hủy bỏ.
| Tavria (Novotroitsk)(3L)          | 7:0 | (2L)Artania (Ochakiv)                   |                                                            |
| Nyva (Nechayane)(AM)              | 0:1 | (2L)Chornomorets-2 (Odessa)             | (s.h.p.)                                                   |
| Nyva-Viktor (Novomykolayivka)(AM) | 1:1 | (2L)Sirius (Zhovti Vody)                | (s.h.p.), pk 3:2                                           |
| Metalurh (Kryvyi Rih)(AM)         | 1:0 | (3L)Oskil (Kupyansk)                    |                                                            |
| Avanhard (Merefa)(AM)             | 1:0 | (3L)Metalurh (Novomoskovsk)             | trận đấu diễn ra trên sân MSZ Stadium in Merefa            |
| Naftokhimik (Kremenchuk)(1L)      | 1:0 | (1L)Naftovyk (Okhtyrka)                 |                                                            |
| Lokomotyv (Konotop)(AM)           | -:+ | (3L)Systema-Borex (Borodianka)          | Lokomotyv bỏ cuộc                                          |
| Druzhba (Berdiansk)(2L)           | 0:0 | (2L)Azovets (Mariupol)                  | (s.h.p.), pk 3:4                                           |
| Harant (Donetsk)(2L)              | 2:3 | (2L)Dynamo (Luhansk)                    |                                                            |
| Batkivschyna (Pervomaisk)(AM)     | +:- | (3L)Shakhtar (Horlivka)                 | Shakhtar không thể tham gia được                           |
| Kharchovyk (Bilozerka)(AM)        | 0:1 | (2L)Tytan (Armyansk)                    |                                                            |
| Chaika (Okhotnykove)(AM)          | 1:2 | (2L)Dynamo (Saky)                       | (s.h.p.)                                                   |
| Sokil (Velyki Hai)(AM)            | 0:3 | (2L)Hazovyk (Komarno)                   |                                                            |
| Lada (Chernivtsi)(3L)             | 2:0 | (3L)Dnister (Zalischiki)                | trận đấu diễn ra ở Novoselytsya trên sân Kolos Stadium     |
| Pidshypnyk (Lutsk)(AM)            | 7:1 | (AM)Sokil (Zolochiv)                    |                                                            |
| Krystal (Dubno)(AM)               | 2:4 | (3L)Advis (Khmelnytskyi)                |                                                            |
| Khutrovyk (Tysmenytsia)(3L)       | 2:0 | (3L)Avanhard (Zhydachiv)                |                                                            |
| Baktyanets (Badalove)(AM)         | 0:2 | (2L)Halychyna (Drohobych)               |                                                            |
| Karpaty (Chernivtsi)(AM)          | 0:2 | (3L)Fetrovyk (Khust)                    |                                                            |
| Beskyd (Nadvirna)(AM)             | 1:1 | (3L)LAZ (Lviv)                          | (s.h.p.), pk 3:1                                           |
| Khimik-Nyva-2 (Vinnytsia)(AM)     | 1:0 | (3L)Transimpeks (Vyshneve)              |                                                            |
| Obolon-Zmina (Kyiv)(AM)           | 3:0 | (3L)Sula (Lubny)                        |                                                            |
| Kolos (Karapyshi)(AM)             | 1:2 | (3L)Keramik (Baranivka)                 |                                                            |
| Krok (Zhytomyr)(AM)               | 6:0 | (AM)Enerhetyk (Netishyn)                |                                                            |
| Pervomayets (Pershotravneve)(AM)  | 1:4 | (3L)Dnistrovets (Bilhorod-Dnistrovskyi) | trận đấu diễn ra ở Odessa trên sân Stroihidravlyka Stadium |
| Lokomotyv (Znamianka)(AM)         | 1:0 | (3L)Vahanobudivnyk (Kremenchuk)         |                                                            |
| Lokomotyv (Smila)(AM)             | 0:2 | (3L)Nyva (Myronivka)                    |                                                            |

### Vòng loại thứ hai
Tất cả trận đấu đều diễn ra ngày 1 tháng 9 năm 1994.
| Tavria (Novotroitsk)(3L)                | 0:1 | (2L)Viktor (Zaporizhia)            |                                                                          |
| Chornomorets-2 (Odessa)(2L)             | 1:0 | (1L)Metalurh (Nikopol)             | trận đấu diễn ra trên sân SKA Stadium in Odessa                          |
| Nyva-Viktor (Novomykolayivka)(AM)       | 1:0 | (1L)Polihraftekhnika (Olexandria)  | trận đấu diễn ra trên sân Titan Stadium ở Zaporizhia                     |
| Metalurh (Kryvyi Rih)(AM)               | 1:2 | (2L)Yavir (Krasnopilya)            | (s.h.p.), trận đấu diễn ra trên sân Oktyabrska Mine Stadium ở Kryvyi Rih |
| Avanhard (Merefa)(AM)                   | 0:3 | (1L)Vorskla (Poltava)              |                                                                          |
| Naftokhimik (Kremenchuk)(1L)            | 4:2 | (1L)Metalist (Kharkiv)             | trận đấu diễn ra trên sân Dnipro Stadium ở Kremenchuk                    |
| Systema-Borex (Borodianka)(3L)          | 3:2 | (1L)Dnipro (Cherkasy)              |                                                                          |
| Desna (Chernihiv)(2L)                   | 2:1 | (1L)SBTS (Sumy)                    |                                                                          |
| Azovets (Mariupol)(2L)                  | 1:2 | (2L)Medita (Shakhtarsk)            |                                                                          |
| Shakhtar (Pavlohrad)(2L)                | 0:3 | (1L)Bazhanovets (Makiivka)         |                                                                          |
| Avanhard (Rovenky)(3L)                  | 4:1 | (3L)Vahonobudivnyk (Stakhanov)     |                                                                          |
| Torpedo (Melitopol)(3L)                 | 1:1 | (2L)Meliorator (Kakhovka)          | (s.h.p.), pk 3:4                                                         |
| Dynamo (Luhansk)(2L)                    | 3:3 | (1L)Khimik (Severodonetsk)         | (s.h.p.), pk 1:2, trận đấu diễn ra trên sân Avanhard Stadium             |
| Batkivschyna (Pervomaisk)(AM)           | 0:4 | (1L)Stal (Alchevsk)                |                                                                          |
| Tytan (Armyansk)(2L)                    | 6:0 | (2L)Metalurh (Kerch)               |                                                                          |
| Dynamo (Saky)(2L)                       | 2:0 | (2L)Chaika (Sevastopol)            |                                                                          |
| Hazovyk (Komarno)(2L)                   | 3:0 | (1L)Karpaty (Mukacheve)            |                                                                          |
| Lada (Chernivtsi)(3L)                   | 0:3 | (1L)Krystal (Chortkiv)             | trận đấu diễn ra trên sân Bukovyna Stadium                               |
| Pidshypnyk (Lutsk)(AM)                  | 2:0 | (2L)Lviv                           | (s.h.p.)                                                                 |
| Advis (Khmelnytskyi)(3L)                | 0:0 | (1L)Khimik (Zhytomyr)              | (s.h.p.), pk 2:4                                                         |
| Khutrovyk (Tysmenytsia)(3L)             | 2:1 | (1L)Bukovyna (Chernivtsi)          |                                                                          |
| Halychyna (Drohobych)(2L)               | 0:1 | (PL)Prykarpattia (Ivano-Frankivsk) |                                                                          |
| Fetrovyk (Khust)(3L)                    | 1:0 | (1L)Skala (Stryi)                  |                                                                          |
| Beskyd (Nadvirna)(AM)                   | 0:1 | (1L)Zakarpattia (Uzhhorod)         |                                                                          |
| Khimik-Nyva-2 (Vinnytsia)(AM)           | 0:3 | (3L)CSKA (Kyiv)                    |                                                                          |
| Obolon-Zmina (Kyiv)(AM)                 | 1:3 | (1L)Borysfen (Boryspil)            |                                                                          |
| Keramik (Baranivka)(3L)                 | 4:2 | (2L)Ros (Bila Tserkva)             | trận đấu diễn ra trên sân Lenin's Komsomol Stadium ở Zhytomyr            |
| Krok (Zhytomyr)(AM)                     | 0:4 | (1L)Podillya (Khmelnytskyi)        |                                                                          |
| Tavria (Kherson)(2L)                    | 2:6 | (1L)Odessa                         |                                                                          |
| Dnistrovets (Bilhorod-Dnistrovskyi)(3L) | 0:4 | (PL)EVIS (Mykolaiv)                |                                                                          |
| Lokomotyv (Znamianka)(AM)               | 0:4 | (1L)Zirka (Kirovohrad)             |                                                                          |
| Nyva (Myronivka)(3L)                    | 1:2 | (1L)Dynamo-2 (Kyiv)                |                                                                          |

### Vòng loại thứ ba
Tất cả các trận đấu đều ngày 5 tháng 9 năm 1994. Lưu ý rằng có 4 ngày nghỉ giữa hai vòng. Trong vòng này nhiều đội ở Giải vô địch quốc gia bị loại, thậm chí chưa vào được đến Vòng đấu chính.
| Viktor (Zaporizhia)(2L)          | 2:0 | (2L)Chornomorets-2 (Odessa)        |                                                                            |
| Nyva-Viktor (Novonikolaivka)(AM) | 0:0 | (2L)Yavir (Krasnopilya)            | (s.h.p.), pk 2:3, trận đấu diễn ra trên sân Lokomotyv Stadium ở Zaporizhia |
| Vorskla (Poltava)(1L)            | 1:0 | (1L)Naftokhimik (Kremenchuk)       |                                                                            |
| Systema-Borex (Borodianka)(3L)   | 1:0 | (2L)Desna (Chernihiv)              |                                                                            |
| Medita (Shakhtarsk)(2L)          | 1:1 | (1L)Bazhanovets (Makiivka)         | (s.h.p.), pk 5:3, game was played in Yubileiny Stadium ở Kirovske          |
| Avanhard (Rovenky)(3L)           | 4:1 | (2L)Meliorator (Kakhovka)          |                                                                            |
| Khimik (Severodonetsk)(1L)       | 0:1 | (1L)Stal (Alchevsk)                |                                                                            |
| Tytan (Armyansk)(2L)             | 1:1 | (2L)Dynamo Saky (Saky)             | (s.h.p.), pk 3:2                                                           |
| Hazovyk (Komarno)(2L)            | 2:1 | (1L)Krystal (Chortkiv)             |                                                                            |
| Pidshybnyk (Lutsk)(AM)           | 1:3 | (1L)Khimik (Zhytomyr)              | (s.h.p.)                                                                   |
| Khutrovyk (Tysmenytsia)(3L)      | 2:1 | (PL)Prykarpattia (Ivano-Frankivsk) |                                                                            |
| Fetrovyk (Khust)(3L)             | 0:1 | (1L)Zakarpattia (Uzhhorod)         |                                                                            |
| CSKA (Kyiv)(3L)                  | 1:3 | (1L)Borysfen (Boryspil)            |                                                                            |
| Keramik (Baranivka)(3L)          | 2:1 | (1L)Podillya (Khmelnytskyi)        | (s.h.p.)                                                                   |
| Odessa(1L)                       | 2:0 | (PL)EVIS (Mykolaiv)                | (s.h.p.)                                                                   |
| Zirka-NIBAS (Kirovohrad)(1L)     | 0:1 | (1L)Dynamo-2 (Kyiv)                |                                                                            |

### Cặp đấu
| Vòng 32 đội           | Vòng 32 đội | Vòng 32 đội | Vòng 32 đội |  |                    | Vòng 16 đội        | Vòng 16 đội | Vòng 16 đội | Vòng 16 đội |  |  | Quarter-finals     | Quarter-finals | Quarter-finals | Quarter-finals |  |  | Semi-finals         | Semi-finals | Semi-finals | Semi-finals |  |  | Final                 | Final |
|                       |             |             |             |  |                    |                    |             |             |             |  |  |                    |                |                |                |  |  |                     |             |             |             |  |  |                       |       |
| Viktor Zaporizhia     | 0           | 1           | 1           |  |                    |                    |             |             |             |  |  |                    |                |                |                |  |  |                     |             |             |             |  |  |                       |       |
| Kryvbas Kryvyi Rih    | 4           | 7           | 11          |  |                    | Kryvbas Kryvyi Rih | 3           | 0           | 3           |  |  |                    |                |                |                |  |  |                     |             |             |             |  |  |                       |       |
| Yavir Krasnopillya    | 0           | 0           | 0           |  | Nyva Ternopil      | 0                  | 4           | 4           |             |  |  |                    |                |                |                |  |  |                     |             |             |             |  |  |                       |       |
| Nyva Ternopil         | 0           | 4           | 4           |  |                    |                    |             |             |             |  |  | Nyva Ternopil      | 1              | 0              | 1              |  |  |                     |             |             |             |  |  |                       |       |
| Vorskla Poltava       | 2           | 1           | 3           |  |                    |                    |             |             |             |  |  | Shakhtar Donetsk   | 1              | 2              | 3              |  |  |                     |             |             |             |  |  |                       |       |
| Volyn Lutsk           | 0           | 2           | 2           |  |                    | Vorskla Poltava    | 0           | 0           | 0           |  |  |                    |                |                |                |  |  |                     |             |             |             |  |  |                       |       |
| Systema-Borex         | 0           | 1           | 1           |  | Shakhtar Donetsk   | 1                  | 8           | 9           |             |  |  |                    |                |                |                |  |  |                     |             |             |             |  |  |                       |       |
| Shakhtar Donetsk      | 3           | 2           | 5           |  |                    |                    |             |             |             |  |  |                    |                |                |                |  |  | Shakhtar Donetsk(a) | 1           | 1           | 2           |  |  |                       |       |
| Medita Shakhtarsk     | 2           | 0           | 2           |  |                    |                    |             |             |             |  |  |                    |                |                |                |  |  | Chornomorets        | 0           | 2           | 2           |  |  |                       |       |
| Chornomorets          | 2           | 4           | 6           |  |                    | Chornomorets       | 2           | 1           | 3           |  |  |                    |                |                |                |  |  |                     |             |             |             |  |  |                       |       |
| Avanhard Rovenky      | 2           | 0           | 2           |  | Kremin Kremenchuk  | 0                  | 2           | 2           |             |  |  |                    |                |                |                |  |  |                     |             |             |             |  |  |                       |       |
| Kremin Kremenchuk     | 2           | 5           | 7           |  |                    |                    |             |             |             |  |  | Chornomorets       | 3              | 0              | 3              |  |  |                     |             |             |             |  |  |                       |       |
| Stal Alchevsk         | 2           | 1           | 3           |  |                    |                    |             |             |             |  |  | Nyva Vinnytsia     | 0              | 1              | 1              |  |  |                     |             |             |             |  |  |                       |       |
| Zorya-MALS Luhansk    | 0           | 1           | 1           |  |                    | Stal Alchevsk      | 1           | 0           | 1           |  |  |                    |                |                |                |  |  |                     |             |             |             |  |  |                       |       |
| Tytan Armyansk        | 2           | 1           | 3           |  | Nyva Vinnytsia     | 0                  | 2           | 2           |             |  |  |                    |                |                |                |  |  |                     |             |             |             |  |  |                       |       |
| Nyva Vinnytsia        | 3           | 2           | 5           |  |                    |                    |             |             |             |  |  |                    |                |                |                |  |  |                     |             |             |             |  |  | Shakhtar Donetsk(p)   | 1     |
| Hazovyk Komarno       | 0           | 0           | 0           |  |                    |                    |             |             |             |  |  |                    |                |                |                |  |  |                     |             |             |             |  |  | Dnipro Dnipropetrovsk | 1     |
| Dynamo Kyiv           | 2           | 2           | 4           |  |                    | Dynamo Kyiv        | 2           | 0           | 2           |  |  |                    |                |                |                |  |  |                     |             |             |             |  |  |                       |       |
| Khimik Zhytomyr       | 2           | 1           | 3           |  | Torpedo Zaporizhia | 0                  | 1           | 1           |             |  |  |                    |                |                |                |  |  |                     |             |             |             |  |  |                       |       |
| Torpedo Zaporizhia    | 0           | 4           | 4           |  |                    |                    |             |             |             |  |  | Dynamo Kyiv        | 0              | 1              | 1              |  |  |                     |             |             |             |  |  |                       |       |
| Khutrovyk Tysmenytsia | 1           | 1           | 2           |  |                    |                    |             |             |             |  |  | Tavriya Simferopol | 1              | 2              | 3              |  |  |                     |             |             |             |  |  |                       |       |
| Tavriya Simferopol    | 1           | 3           | 4           |  |                    | Tavriya Simferopol | 3           | 1           | 4           |  |  |                    |                |                |                |  |  |                     |             |             |             |  |  |                       |       |
| Zakarpattia Uzhhorod  | 2           | 0           | 2           |  | Karpaty Lviv       | 0                  | 3           | 3           |             |  |  |                    |                |                |                |  |  |                     |             |             |             |  |  |                       |       |
| Karpaty Lviv          | 1           | 3           | 4           |  |                    |                    |             |             |             |  |  |                    |                |                |                |  |  | Tavriya Simferopol  | 1           | 0           | 1           |  |  |                       |       |
| Borysfen Boryspil     | 1           | 0           | 1           |  |                    |                    |             |             |             |  |  |                    |                |                |                |  |  | Dnipro              | 1           | 1           | 2           |  |  |                       |       |
| Veres Rivne           | 0           | 3           | 3           |  |                    | Veres Rivne        | 1           | 0           | 1           |  |  |                    |                |                |                |  |  |                     |             |             |             |  |  |                       |       |
| Keramik Baranivka     | 1           | 0           | 1           |  | Temp Shepetivka    | 0                  | 2           | 2           |             |  |  |                    |                |                |                |  |  |                     |             |             |             |  |  |                       |       |
| Temp Shepetivka       | 0           | 2           | 2           |  |                    |                    |             |             |             |  |  | Temp Shepetivka    | 0              | 0              | 0              |  |  |                     |             |             |             |  |  |                       |       |
| Odessa                | 1           | 1           | 2           |  |                    |                    |             |             |             |  |  | Dnipro             | 2              | 1              | 3              |  |  |                     |             |             |             |  |  |                       |       |
| Metalurh-Viktor       | 1           | 2           | 3           |  |                    | Metalurh-Viktor    | 1           | 0           | 1           |  |  |                    |                |                |                |  |  |                     |             |             |             |  |  |                       |       |
| Dynamo-2 Kyiv         | 3           | 1           | 4           |  | Dnipro             | 3                  | 1           | 4           |             |  |  |                    |                |                |                |  |  |                     |             |             |             |  |  |                       |       |
| Dnipro                | 1           | 4           | 5           |  |                    |                    |             |             |             |  |  |                    |                |                |                |  |  |                     |             |             |             |  |  |                       |       |

### Vòng 32 đội
Hầu hết các trận đấu diễn ra vào ngày 27 tháng Chín (lượt đi), và 1 tháng 11 (lượt về). Trận đấu giữa Medita-Chornomorets và Dynamo-2-Dnipro diễn ra ngày tháng Chín 26. Trận đấu Dnipro-Dynamo-2 diễn ra ngày 31 tháng Mười. Ngày thu đấu của trận Hazovyk-Dynamo bị đẩy lên và các trận đấu của họ diễn ra vào các ngày 14 tháng Mười và 5 tháng Mười Một.

#### Lượt đi
| Medita Shakhtarsk (2L)                 | 2 – 2    | (PL) Chornomorets Odessa     |
| -------------------------------------- | -------- | ---------------------------- |
| Androshchuk 4' · Honcharov 30' (ph.đ.) | Chi tiết | Kulik 75' · Shchekotylin 82' |

| Dynamo-2 Kyiv (1L)              | 3 – 1    | (PL) Dnipro Dnipropetrovsk |
| ------------------------------- | -------- | -------------------------- |
| Husin 41' · Shevchenko 52', 75' | Chi tiết | Bahmut 51' (ph.đ.)         |

| Zakarpattia Uzhhorod (1L)                    | 2 – 1    | (PL) Karpaty Lviv |
| -------------------------------------------- | -------- | ----------------- |
| Baron 59' · Somyk 83' · Vasyutyk 90' (ph.đ.) | Chi tiết | Makovei 58'       |

| Keramik Baranivka (3L) | 1 – 0    | (PL) Temp Shepetivka |
| ---------------------- | -------- | -------------------- |
| Tsivchyk 36'           | Chi tiết |                      |

| SC Odessa (1L)                     | 1 – 1    | (PL) Metalurh Zaporizhia |
| ---------------------------------- | -------- | ------------------------ |
| Kolesnichenko '40 · Holovachuk 60' | Chi tiết | Bohatyr 70'              |

| Vorskla Poltava (1L)             | 2 – 0    | (PL) Volyn Lutsk |
| -------------------------------- | -------- | ---------------- |
| Lyashenko 40' · Matviychenko 71' | Chi tiết |                  |

| Borysfen Boryspil (1L) | 1 – 0    | (PL) Veres Rivne |
| ---------------------- | -------- | ---------------- |
| Volosyanko 45'         | Chi tiết |                  |

| Systema-Boreks Borodyanka (3L) | 0 – 3    | (PL) Shakhtar Donetsk                         |
| ------------------------------ | -------- | --------------------------------------------- |
|                                | Chi tiết | Babiy 5' · Voskoboinyk 34' · Stolovytskyi 77' |

| Yavir Krasnopillya (2L) | 0 – 0    | (PL) Nyva Ternopil |
| ----------------------- | -------- | ------------------ |
|                         | Chi tiết |                    |

| Viktor Zaporizhia (2L) | 0 – 4    | (PL) Kryvbas Kryvyi Rih                                 |
| ---------------------- | -------- | ------------------------------------------------------- |
|                        | Chi tiết | Pantilov 53' · Hromov 60' · Fokin 81' · Honcharenko 85' |

| Avanhard Rovenky (3L)    | 2 – 2    | (PL) Kremin Kremenchuk    |
| ------------------------ | -------- | ------------------------- |
| Zainulin 68' · Shylo 79' | Chi tiết | Fedkov 38' · Korponai 53' |

| Khutrovyk Tysmenytsia (3L) | 1 – 1    | (PL) Tavriya Simferopol |
| -------------------------- | -------- | ----------------------- |
| Petryk 84' (ph.đ.)         | Chi tiết | Makhonin 81'            |

| Tytan Armyansk (2L)                  | 2 – 3    | (PL) Nyva Vinnytsia     |
| ------------------------------------ | -------- | ----------------------- |
| Borysenko 5' · Nykyforov 43' (ph.đ.) | Chi tiết | Nahornyak 18', 25', 53' |

| Stal Alchevsk (1L)             | 2 – 0    | (PL) Zorya Luhansk |
| ------------------------------ | -------- | ------------------ |
| Manko 39' · Chaika 43' (ph.đ.) | Chi tiết |                    |

| Khimik Zhytomyr (1L)          | 2 – 0    | (PL) Torpedo Zaporizhia |
| ----------------------------- | -------- | ----------------------- |
| Sofilkanych 23' · Shumylo 73' | Chi tiết |                         |

| Hazovyk Komarno (2L) | 0 – 2    | (PL) Dynamo Kyiv    |
| -------------------- | -------- | ------------------- |
|                      | Chi tiết | Jishkariani 3', 30' |

#### Lượt về
| Dnipro Dnipropetrovsk (PL)                   | 4 – 1       | (1L) Dynamo-2 Kyiv |
| -------------------------------------------- | ----------- | ------------------ |
| Konovalov 32', 35' · Fedkov 34' · Kotyuk 78' | [ Chi tiết] | Shevchenko 14'     |

Dnipro thắng 5–4 sau hai lượt trận
| Chornomorets Odessa (PL)                              | 4 – 0       | (2L) Medita Shakhtarsk |
| ----------------------------------------------------- | ----------- | ---------------------- |
| Zhabchenko 26' · Parakhnevych 62', 87' · Horshkov 89' | [ Chi tiết] |                        |

Chornomorets thắng 6–2 sau hai lượt trận
| Karpaty Lviv (PL)               | 3 – 0       | (1L) Zakarpattia Uzhhorod |
| ------------------------------- | ----------- | ------------------------- |
| Pokladok 46', 74' · Shumsky 57' | [ Chi tiết] |                           |

Karpaty thắng 4–2 sau hai lượt trận
| Temp Shepetivka (PL)       | 1 – 0       | (3L) Keramik Baranivka |
| -------------------------- | ----------- | ---------------------- |
| Kapanadze 34', 51' (ph.đ.) | [ Chi tiết] |                        |

Temp thắng 2–1 sau hai lượt trận
| Metalurh-Viktor Zaporizhia (PL) | 2 – 1       | (1L) SC Odessa |
| ------------------------------- | ----------- | -------------- |
| Lipsky 47' · Luchkevych 64'     | [ Chi tiết] | Avdeyev 60'    |

Metalurh-Viktor thắng 3–2 sau hai lượt trận
| Volyn Lutsk (PL)                  | 2 – 1       | (1L) Vorskla Poltava |
| --------------------------------- | ----------- | -------------------- |
| Krukovets 27' (ph.đ.) · Dykyi 84' | [ Chi tiết] | A.Tolstov 24'        |

Vorskla thắng 3–2 sau hai lượt trận
| Veres Rivne (PL)                                | 3 – 0       | (PL) Borysfen Boryspil |
| ----------------------------------------------- | ----------- | ---------------------- |
| Zakotyuk 49' · Palyanytsia 87' · Shaporenko 90' | [ Chi tiết] | Sukiasyan 72'          |

Veres thắng 3–1 sau hai lượt trận
| Shakhtar Donetsk (PL)  | 2 – 1       | (3L) Systema-Boreks Borodyanka |
| ---------------------- | ----------- | ------------------------------ |
| Hrachov 6' · Zubov 42' | [ Chi tiết] | Mykolayenko 57'                |

Shakhtar thắng 5–1 sau hai lượt trận
| Nyva Ternopil (PL)                                                          | 4 – 0       | (2L) Yavir Krasnopillya |
| --------------------------------------------------------------------------- | ----------- | ----------------------- |
| Demianchuk 13' · Rudnytsky 35' (ph.đ.) · Nikolaichuk 37' · Prokhorenkov 89' | [ Chi tiết] |                         |

Nyva T. thắng 4–0 sau hai lượt trận
| Kryvbas Kryvyi Rih (PL)                                                           | 7 – 1       | (2L) Viktor Zaporizhia |
| --------------------------------------------------------------------------------- | ----------- | ---------------------- |
| Yakovenko 15', 26' · Maltsev 22', 50', 59' · Pantilov 73' (ph.đ.) · Kurilenko 76' | [ Chi tiết] | Kosenko 10'            |

Kryvbas thắng 11–1 sau hai lượt trận
| Kremin Kremenchuk (PL)                                 | 5 – 0       | (3L) Avanhard Rovenky |
| ------------------------------------------------------ | ----------- | --------------------- |
| Fedkov 11', 50', 70' · A.Korponai 22' · I.Korponai 84' | [ Chi tiết] |                       |

Kremin thắng 7–2 sau hai lượt trận
| Tavriya Simferopol (PL)           | 3 – 1       | (3L) Khutrovyk Tysmenytsia |
| --------------------------------- | ----------- | -------------------------- |
| Antyukhin 23', 62' · Kundenok 52' | [ Chi tiết] | Savka 41' · Rusak 64'      |

Tavriya thắng 4–2 sau hai lượt trận
| Nyva Vinnytsia (PL) | 2 – 1       | (2L) Tytan Armyansk |
| ------------------- | ----------- | ------------------- |
| Nahornyak 7', 56'   | [ Chi tiết] | Nykyforov 11'       |

Nyva V. thắng 5–3 sau hai lượt trận
| Zorya Luhansk (PL)     | 1 – 1       | (1L) Stal Alchevsk |
| ---------------------- | ----------- | ------------------ |
| Hrydyushko 43' (ph.đ.) | [ Chi tiết] | Manko 49'          |

Stal thắng 3–1 sau hai lượt trận
| Torpedo Zaporizhia (PL)                                               | 4 – 1       | (1L) Khimik Zhytomyr |
| --------------------------------------------------------------------- | ----------- | -------------------- |
| Horobets 10' · Huzenko 28' (ph.đ.) · Bondarenko 50' · Ralyuchenko 65' | [ Chi tiết] | Kamzyuk 57'          |

Torpedo thắng 4–3 sau hai lượt trận
| Dynamo Kyiv (PL)     | 2 – 0       | (2L) Hazovyk Komarno |
| -------------------- | ----------- | -------------------- |
| Mykhailenko 58', 68' | [ Chi tiết] |                      |

Dynamo thắng 4–0 sau hai lượt trận
Ghi chú:

### Vòng 16 đội
Hầu hết các trận đấu diễn ra vào các ngày 22 và 27 tháng 11 năm 1994. Trận đấu Dynamo-Torpedo diễn ra ngày  25 tháng Hai và 1 tháng 3 năm 1995.

#### Lượt đi
| Metalurh-Viktor Zaporizhia (PL) | 1 – 3       | (PL) Dnipro Dnipropetrovsk                 |
| ------------------------------- | ----------- | ------------------------------------------ |
| Vanin 8'                        | [ Chi tiết] | Maksymov 1' · Finkel 3' · Pokhlyebayev 10' |

| Chornomorets Odessa (PL) | 2 – 0       | (PL) Kremin Kremenchuk |
| ------------------------ | ----------- | ---------------------- |
| Huseinov 37' · Sak 58'   | [ Chi tiết] |                        |

| Tavriya Simferopol (PL)                  | 3 – 0       | (PL) Karpaty Lviv |
| ---------------------------------------- | ----------- | ----------------- |
| Volkov 27' · Haidash 65' · Antyukhin 90' | [ Chi tiết] |                   |

| Veres Rivne (PL) | 1 – 0       | (PL) Temp Shepetivka |
| ---------------- | ----------- | -------------------- |
| Filimonov 78'    | [ Chi tiết] |                      |

| Vorskla Poltava (1L) | 0 – 1       | (PL) Shakhtar Donetsk |
| -------------------- | ----------- | --------------------- |
|                      | [ Chi tiết] | Byelichenko 69'       |

| Stal Alchevsk (1L)             | 1 – 0       | (PL) Nyva Vinnytsia |
| ------------------------------ | ----------- | ------------------- |
| Manko 56' · Chaika 78' (ph.đ.) | [ Chi tiết] | Ryabtsev 63' 68'    |

| Kryvbas Kryvyi Rih (PL) | 3 – 0       | (PL) Nyva Ternopil |
| ----------------------- | ----------- | ------------------ |
| Nichenko 12', 45', 47'  | [ Chi tiết] |                    |

| Dynamo Kyiv (PL)                      | 2 – 0       | (PL) Torpedo Zaporizhia |
| ------------------------------------- | ----------- | ----------------------- |
| Konovalov 4' · Shevchenko 61' (ph.đ.) | [ Chi tiết] |                         |

#### Lượt về
| Dnipro Dnipropetrovsk (PL) | 1 – 0       | (PL) Metalurh-Viktor Zaporizhia |
| -------------------------- | ----------- | ------------------------------- |
| Konovalov 60'              | [ Chi tiết] |                                 |

Dnipro thắng 4–1 sau hai lượt trận
| Kremin Kremenchuk (PL)      | 2 – 1       | (PL) Chornomorets Odessa |
| --------------------------- | ----------- | ------------------------ |
| Fedkov 38' · Kazmirchuk 72' | [ Chi tiết] | Gashkin 17'              |

Chornomorets thắng 3–2 sau hai lượt trận
| Karpaty Lviv (PL)              | 3 – 1       | (PL) Tavriya Simferopol |
| ------------------------------ | ----------- | ----------------------- |
| Riznyk 61', 85' · Pokladok 70' | [ Chi tiết] | Holovko 8'              |

Tavriya thắng 4–3 sau hai lượt trận
| Temp Shepetivka (PL)                            | 2 – 0       | (PL) Veres Rivne |
| ----------------------------------------------- | ----------- | ---------------- |
| T.Kapanadze 22' · Homanaw 76' · T.Kapanadze 82' | [ Chi tiết] |                  |

Temp thắng 2–1 sau hai lượt trận
| Shakhtar Donetsk (PL)                                           | 8 – 0       | (1L) Vorskla Poltava |
| --------------------------------------------------------------- | ----------- | -------------------- |
| Matveyev 11', 24', 34', 41' · Hrachov 64' (ph.đ.) · Atelkin 85' | [ Chi tiết] | Levchuk 57' (own)    |

Shakhtar thắng 9–0 sau hai lượt trận
| Nyva Vinnytsia (PL)            | 2 – 0       | (1L) Stal Alchevsk |
| ------------------------------ | ----------- | ------------------ |
| Laktionov 72' · Okhrimchuk 84' | [ Chi tiết] |                    |

Nyva V. thắng 2–1 sau hai lượt trận
| Nyva Ternopil (PL)                        | 4 – 0       | (PL) Kryvbas Kryvyi Rih |
| ----------------------------------------- | ----------- | ----------------------- |
| Prokhorenkov 16' · Yavorsky 18', 58', 85' | [ Chi tiết] |                         |

Nyva T. thắng 4–3 sau hai lượt trận
| Torpedo Zaporizhia (PL) | 1 – 0       | (PL) Dynamo Kyiv |
| ----------------------- | ----------- | ---------------- |
| Cherkun 3'              | [ Chi tiết] |                  |

Dynamo thắng 2–1 sau hai lượt trận
Ghi chú:

### Tứ kết
Tất cả các trận đấu diễn ra vào các ngày 10 và 17 tháng Tư.

#### Lượt đi
| Nyva Ternopil (PL)   | 1 – 1       | (PL) Shakhtar Donetsk |
| -------------------- | ----------- | --------------------- |
| Yavorsky 45' (ph.đ.) | [ Chi tiết] | Matveyev 53'          |

| Chornomorets Odessa (PL)         | 3 – 0       | (PL) Nyva Vinnytsia |
| -------------------------------- | ----------- | ------------------- |
| Kardash 11' · Musolitin 75', 87' | [ Chi tiết] |                     |

| Dynamo Kyiv (PL) | 0 – 1       | (PL) Tavriya Simferopol |
| ---------------- | ----------- | ----------------------- |
|                  | [ Chi tiết] | Antyukhin 73'           |

| Temp Shepetivka (PL) | 0 – 2       | (PL) Dnipro Dnipropetrovsk   |
| -------------------- | ----------- | ---------------------------- |
|                      | [ Chi tiết] | Moskvyn 20' · Chuichenko 85' |

#### Lượt về
| Shakhtar Donetsk (PL)                        | 2 – 0       | (PL) Nyva Ternopil |
| -------------------------------------------- | ----------- | ------------------ |
| Petrov 38' (ph.đ.) · Ostashov 75' · Orbu 58' | [ Chi tiết] | Kurayev 35'        |

Shakhtar thắng 3–1 sau hai lượt trận
| Nyva Vinnytsia (PL) | 1 – 0       | (PL) Chornomorets Odessa |
| ------------------- | ----------- | ------------------------ |
| Holokolosov 70'     | [ Chi tiết] |                          |

Chornomorets thắng 3–1 sau hai lượt trận
| Tavriya Simferopol (PL) | 2 – 1       | (PL) Dynamo Kyiv |
| ----------------------- | ----------- | ---------------- |
| Oparin 3' · Holovko 69' | [ Chi tiết] | Rebrov 87'       |

Tavriya thắng 3–1 sau hai lượt trận
| Dnipro Dnipropetrovsk (PL) | 1 – 0       | (PL) Temp Shepetivka |
| -------------------------- | ----------- | -------------------- |
| Palyanytsia 49'            | [ Chi tiết] |                      |

Dnipro thắng 3–0 sau hai lượt trận
Ghi chú:

### Bán kết
Các trận đấu diễn ra vào các ngày 8 và 16 tháng Năm.

#### Lượt đi
| Shakhtar Donetsk (PL)       | 1 – 0       | (PL) Chornomorets Odessa |
| --------------------------- | ----------- | ------------------------ |
| Kriventsov 18' · Leonov 62' | [ Chi tiết] | Kardash 62'              |

| Tavriya Simferopol (PL) | 1 – 1       | (PL) Dnipro Dnipropetrovsk |
| ----------------------- | ----------- | -------------------------- |
| Pyatenko 40'            | [ Chi tiết] | Palyanytsia 70'            |

#### Lượt về
| Chornomorets Odessa (PL)      | 2 – 1       | (PL) Shakhtar Donetsk |
| ----------------------------- | ----------- | --------------------- |
| Zhabchenko 60' · Huseinov 65' | [ Chi tiết] | Petrov 20'            |

Shakhtar thắng nhờ luật bàn thắng sân khách
| Dnipro Dnipropetrovsk (PL) | 1 – 0       | (PL) Tavriya Simferopol |
| -------------------------- | ----------- | ----------------------- |
| Bahmut 53'                 | [ Chi tiết] |                         |

Dnipro thắng 2–1 sau hai lượt trận
Ghi chú:

### Chung kết
Trận Chung kết diễn ra trên sân Republican Stadium ngày 28 tháng 5 năm 1995 ở Kiev. Lưu ý rằng, Skrypnyk (Dnipro) bắt đầu loạt sút luân lưu.
| Shakhtar Donetsk                                               | 1 – 1    | Dnipro Dnipropetrovsk                                               |
| -------------------------------------------------------------- | -------- | ------------------------------------------------------------------- |
| Ihor Petrov 77'                                                | Chi tiết | Oleksandr Zakharov 23'                                              |
| Loạt sút luân lưu                                              |          |                                                                     |
| Petrov · Matveyev · Kriventsov · Babiy · Orbu · Leonov · Koval | 7:6      | Skrypnyk · Bahmut · Diryavka · Polunin · Kovalets · Horily · Finkel |

| Vô địch Cúp bóng đá Ukraina 1994–95    |
| -------------------------------------- |
| FC Shakhtar Donetsk Danh hiệu đầu tiên |

## Danh sách ghi bàn nhiều nhất
| Cầu thủ           | Số bàn thắng | Đội bóng                           |
| ----------------- | ------------ | ---------------------------------- |
| Andriy Shevchenko | 6 (1)        | Dynamo-2 Kyiv Dynamo Kyiv          |
| Serhiy Nahornyak  | 5            | Nyva Vinnytsia                     |
| Andrei Fedkov     | 5            | Kremin Kremenchuk                  |
| Oleh Matveyev     | 5            | Shakhtar Donetsk                   |
| Andriy Nikiforov  | 5 (2)        | Tytan Armyansk Chornomorets Odessa |

## Khán giả

### Các trận đấu có nhiều khán giả nhất
| Thứ hạng | Vòng        | Đội nhà               | Đội khách             | Kết quả        | Địa điểm                       | Số khán giả |
| -------- | ----------- | --------------------- | --------------------- | -------------- | ------------------------------ | ----------- |
| 1        | Chung kết   | Shakhtar Donetsk      | Dnipro Dnipropetrovsk | 1 – 1 (s.h.p.) | Republican Stadium, Kiev       | 42,500      |
| 2        | Tứ kết      | Nyva Ternopil         | Shakhtar Donetsk      | 1 – 1          | City Stadium, Ternopil         | 15,000      |
| 3        | Vòng 32 đội | Hazovyk Komarno       | Dynamo Kyiv           | 0 – 2          | Hazovyk Stadium, Komarno       | 12,000      |
| 4        | Bán kết     | Dnipro Dnipropetrovsk | Tavriya Simferopol    | 1 – 0          | Meteor Stadium, Dnipropetrovsk | 9,000       |
| 5        | Vòng 16 đội | Torpedo Zaporizhia    | Dynamo Kyiv           | 1 – 0          | AvtoZAZ Stadium, Zaporizhia    | 8,500       |